# Herb Krośniewic
Herb Krośniewic – jeden z symboli miasta Krośniewice i gminy Krośniewice w postaci herbu.

## Wygląd i symbolika
Herb przedstawia w polu czerwonym łękawicę srebrną.  
W polu czerwonym łękawica srebrna to herb aktywnego uczestnika lokacji Krośniewic, Dobiesława z Błogiego i z Krośniewic, wywodzącego się z rodu Awdańców herbu Abdank. Był to pierwszy historyczny właściciel miasta.

## Historia
Motyw znany z pieczęci z roku 1746, gdzie w polu pieczęci o wymiarach 25/22 mm fantazyjna tarcza herbowa z godłem herbu Abdank. Pieczęć się nie zachowała i jest znana tylko ze słownego opisu Mariana Gumowskiego. W roku 1847 powstał projekt herbu przedstawiający m.in. ukośnie skrzyżowane kopie z herbu Jelita Gomolińskich, późniejszych właścicieli miasta. Projekt nie wszedł w życie.